# Dorfkirche Liepe (Barnim)

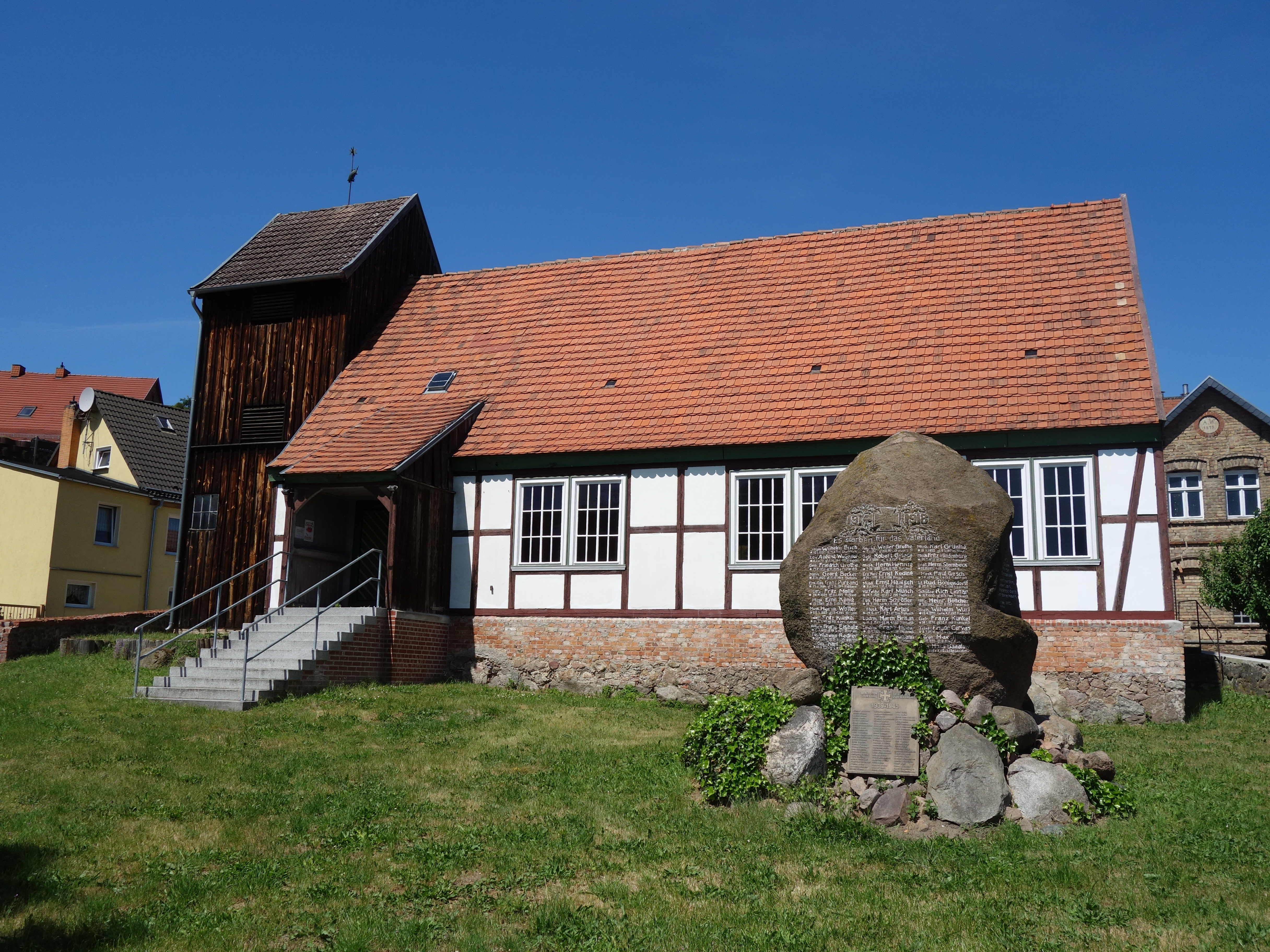
Südansicht

Die Dorfkirche Liepe (Barnim) ist eine Fachwerkkirche im Zentrum der Gemeinde Liepe im Landkreis Barnim des Landes Brandenburg. Die Dorfkirche gehört zum Kirchenkreis Barnim der Evangelischen Kirche Berlin-Brandenburg-Schlesische Oberlausitz.

## Geschichte und Architektur
Der ursprüngliche Bau der Saalkirche stammt aus dem Jahr 1713. Er brannte gegen Ende des Zweiten Weltkriegs ab. Nach seinem Vorbild entwarf Winfried Wendland ein Nachfolgegebäude. Es wurde 1951 eingeweiht und gehört somit zu den wenigen Kirchenbauten, die in der DDR errichtet werden durften. Der verbretterte Turm hat einen quadratischen Grundriss.
Die Glocke stammt aus der Werkstatt von Martin Heintze und datiert aus dem Jahr 1686. Die Orgel wurde 1972 von der Eberswalder Orgelbauwerkstatt Ulrich Fahlberg eingebaut.